# Tyrrell 007
La Tyrrell 007 fu una monoposto di Formula 1 che corse nella massima serie automobilistica dalla stagione 1974 alla stagione 1977.

## Sviluppo
La 007 si poneva come una diretta evoluzione della precedente 006, la quale era ormai divenuta obsoleta per poter competere con le vetture rivali.

## Tecnica
Spinta da un tradizionale motore Ford Cosworth DFV, adottava un cambio Hewland FG 400, e fu concepita in monoscocca d'alluminio da Derek Gardner. Il design della vettura era molto simile a quello adottato dalla McLaren e dalla Ferrari, con un'ala anteriore e un airbox più sottili e piccoli rispetto a quelli impiegati fino ad allora.

## Attività sportiva
Fece il suo esordio con Jody Scheckter nel Gran Premio di Spagna 1974 vincendo le gare in Svezia e Gran Bretagna nel 1974 e la prova in Sudafrica nel 1975. Dopo il debutto della rivoluzionaria P34 venne utilizzata in Formula 1 solamente da piloti privati.
Nel 1976, oltre alle monoposto ufficiali pilotate da Jody Scheckter e Patrick Depailler, vennero schierate dei modelli 007 da parte di diversi team privati.
Nel Gran Premio del Sudafrica prese parte Ian Scheckter alla guida di una 007 del Team Lexington, il quale si ritirò poco dopo la partenza.
Una 007 venne schierata dal team nipponico Heroes Racing nell'ultimo GP che si svolgeva sul circuito del Fuji. Pilotata da Kazuyoshi Hoshino, la vettura partì 11° ma riuscì a risalire fino alla terza posizione prima che un problema ad uno pneumatico ne decretasse il ritiro.
Sempre nel 1976 fu anche il team ÖASC Racing a schierare una 007 in occasione del GP d'Austria. Affidata al pilota Otto Stuppacher, la vettura non venne fatta competere in quanto il pilota venne giudicato troppo inesperto dai commissari di percorso. Successivamente, Stuppacher riuscì ad ottenere di presentarsi nei successivi tre gran premi, ma in nessuno di essi riuscì a qualificarsi per prendere il via alla gara.
Nello stesso anno anche una scuderia Italiana impiegò una 007, la Rondini Gulf. Pilotata dal suo stesso fondatore, Alessandro Pesenti-Rossi, partecipò ai GP di Germania, Austria, Paesi Bassi e Italia, ottenendo come miglior piazzamento un 11º posto in Austria.
L'ultima gara disputata fu il Gran Premio del Giappone 1977 con alla guida il giapponese Kunimitsu Takahashi.